# Opactwo terytorialne Subiaco
Opactwo terytorialne Subiaco – benedyktyńskie opactwo terytorialne Kościoła rzymskokatolickiego we Włoszech, a dokładniej w Lacjum. Należy do metropolii rzymskiej. Sam klasztor benedyktynów w Subiaco został założony w VI wieku, natomiast status odrębnej jednostki administracji kościelnej opactwo uzyskało w XI wieku. 
Do roku 2002, oprócz parafii benedyktyńskiej, na terenie opactwa działało 21 parafii obsługiwanych przez kapłanów spoza zakonu, podległych władzy biskupiej opata, lecz mających status zbliżony do księży diecezjalnych. W roku 2002 parafie te zostały włączone do trzech sąsiednich diecezji: Anagni-Alatri, Tivoli oraz Palestriny. Od tego czasu jedyną parafią opactwa jest ta działająca przy klasztorze, zaś benedyktyni stanowią 100% duchowieństwa opactwa terytorialnego. 

## Historia
Na początku VI wieku święty Benedykt w poszukiwaniu odosobnienia osiedlił się w jaskini Subiaco, w górach północnego Lacjum. Po upływie trzech lat życia kontemplacyjnego w samotności jego sława przewodnika duchowego przyciągnęła do niego uczniów, którzy osiedlili się w okolicy. Z biegiem lat wokół Subiaco powstało co najmniej 13 wspólnot zakonnych, w tym ta, która później przyjęła imię św. Scholastyki, siostry-bliźniaczki Benedykta i zakonnicy. W związku z tym św. Benedykt w poszukiwaniu odosobnienia przeniósł się do Monte Cassino.
W IX wieku klasztor św. Scholastyki został dwukrotnie zdewastowany przez Saracenów, w latach 828–829 i 876–877, jednak podniósł się z upadku i rozwinął w X wieku dzięki wsparciu finansowemu i przychylności wielu papieży, z których wielu było benedyktyńskimi mnichami. XI i XII wiek to złoty wiek opactwa: jego majątek wzrasta, liczba mnichów jest wysoka, liturgie są wyszukane i wystawne. Siła gospodarcza i wpływy polityczne klasztoru sięgają daleko. W XII wieku nad jaskinią św. Benedykta zbudowano sanktuarium, zwane "Sacro Speco" czyli Świętą Grotą. Stopniowo długie walki o władzę feudalną osłabiły opactwo. Upadek pogłębiła władza potężnych rodów (Colonna (1492), Borghese (1608) i Barberini (1633) nad opactwem, które zaniedbywały jego rozwój duchowy, a często także materialny. Przełom nastąpił w 1753 r., kiedy papież Benedykt XIV podjął decyzję o odebraniu opatom władzy doczesnej nad ich opactwem, pozostawiając im jednak duchową i kościelną jurysdykcję. Ale pod koniec wieku, wraz z okupacją napoleońską, opactwo zostało zniesione. Papież Pius VII, gdy tylko odzyskał wolność, reaktywował opactwo. W 1915 r. papież Benedykt XV zwrócił mu wszystkie przywileje opactwa terytorialnego.
Obecnie społeczność monastyczna składa się z około dwudziestu mnichów, w tym jedenastu kapłanów, mieszkających w dwóch różnych miejscach, w opactwie św. Scholastyki (większość mnichów) i w opactwie Sacro Speco.

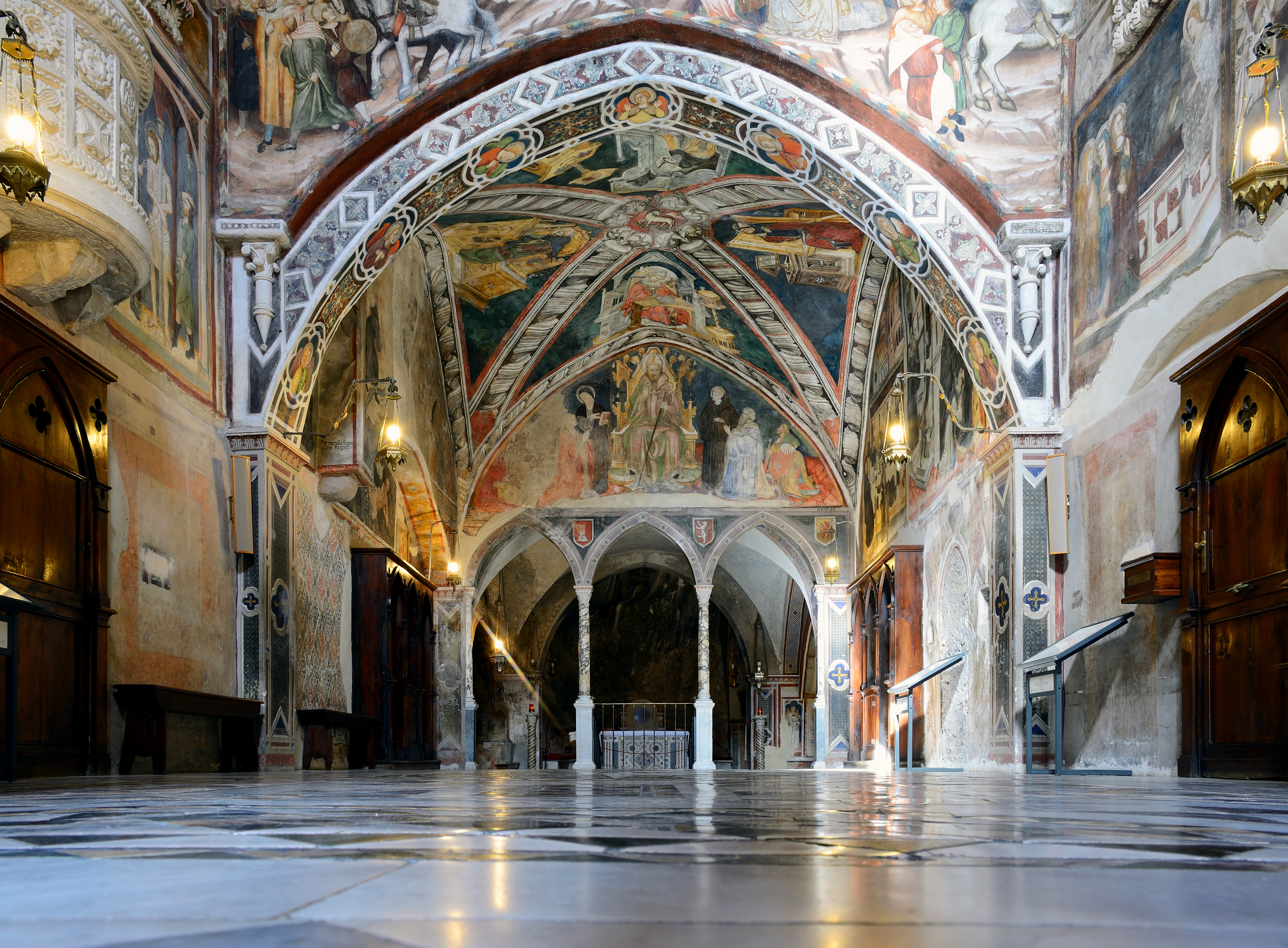
Kościół opactwa Sacro Speco
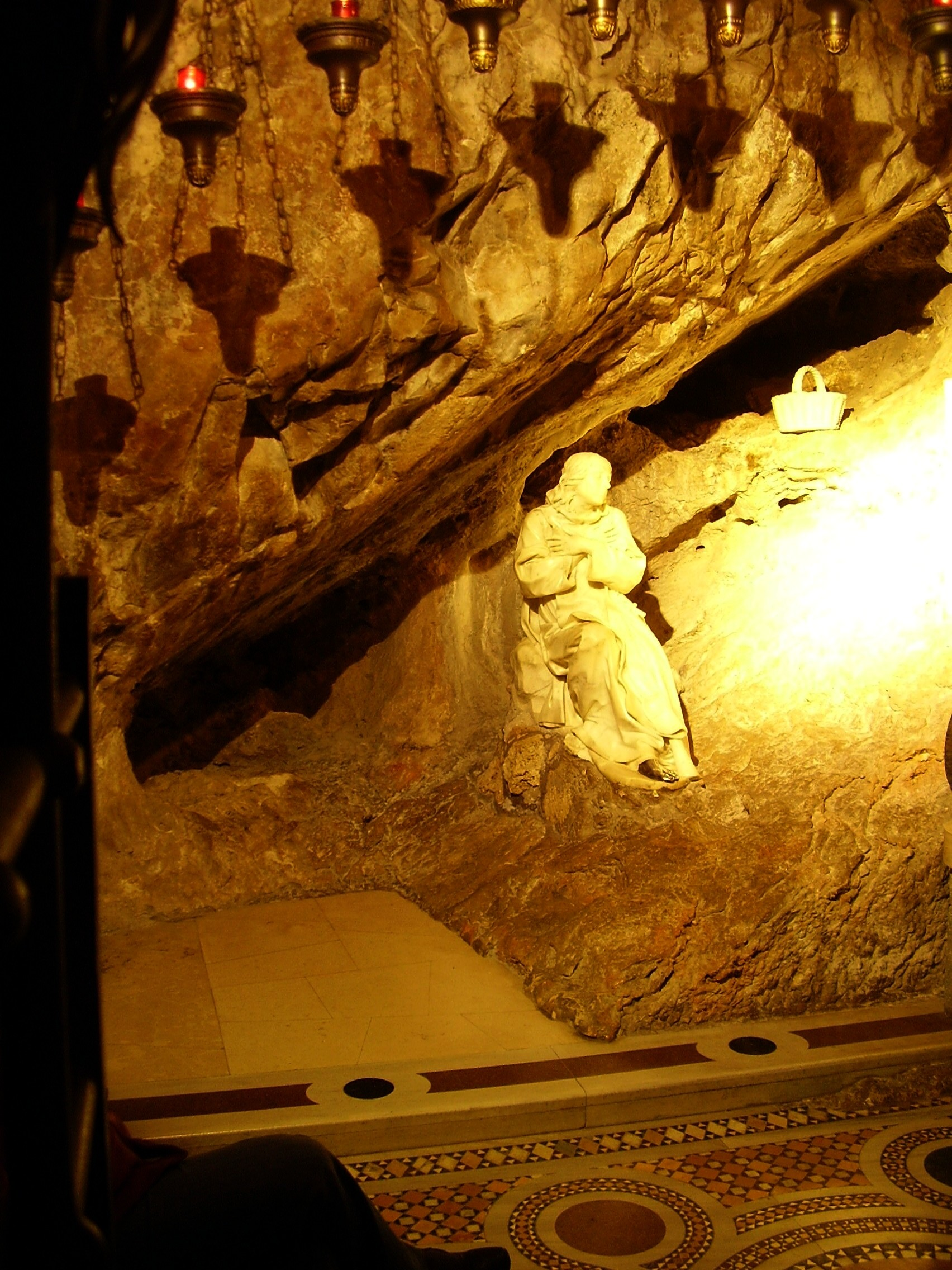
Grota św. Benedykta
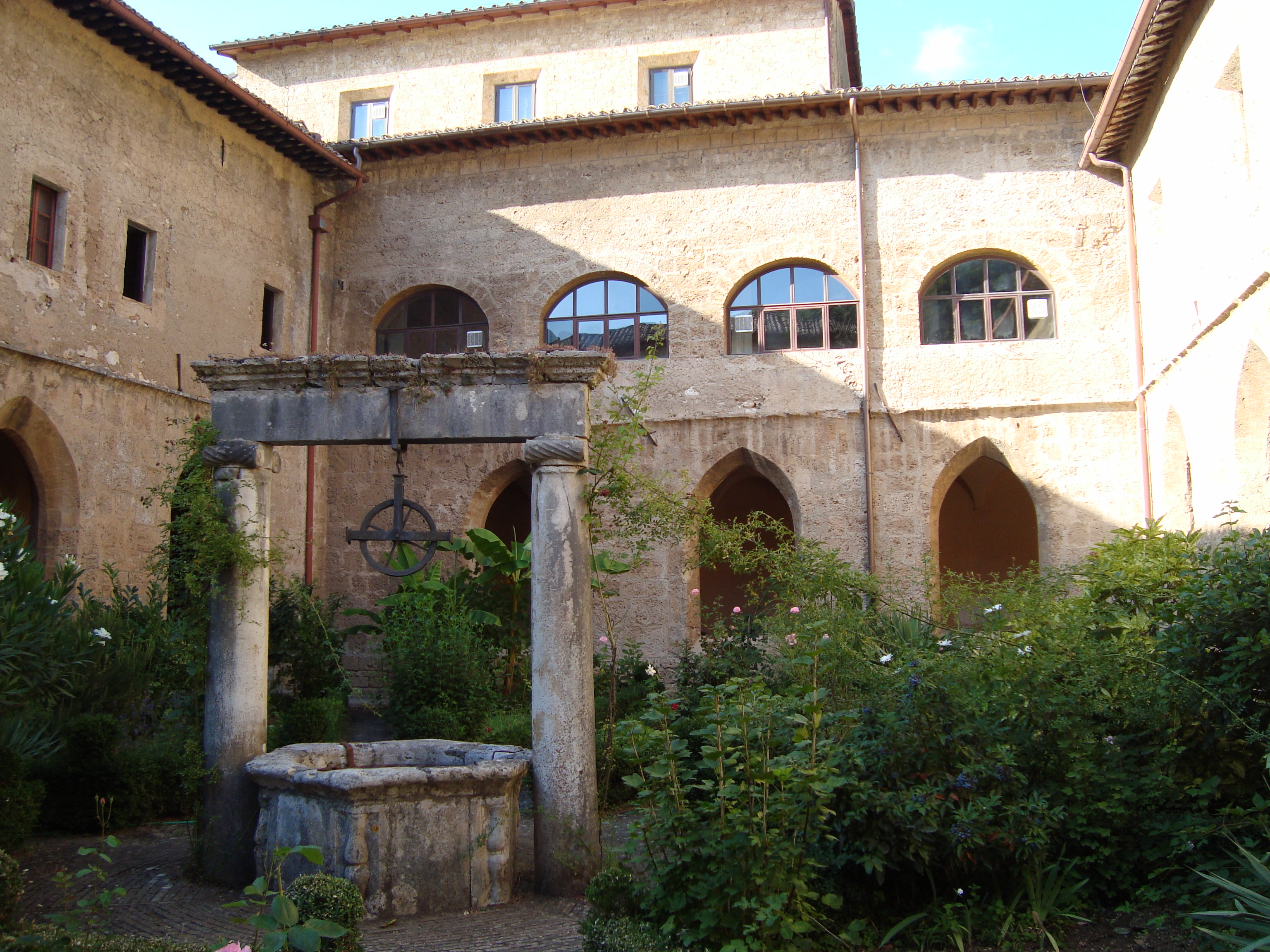
Klasztor św. Scholastyki
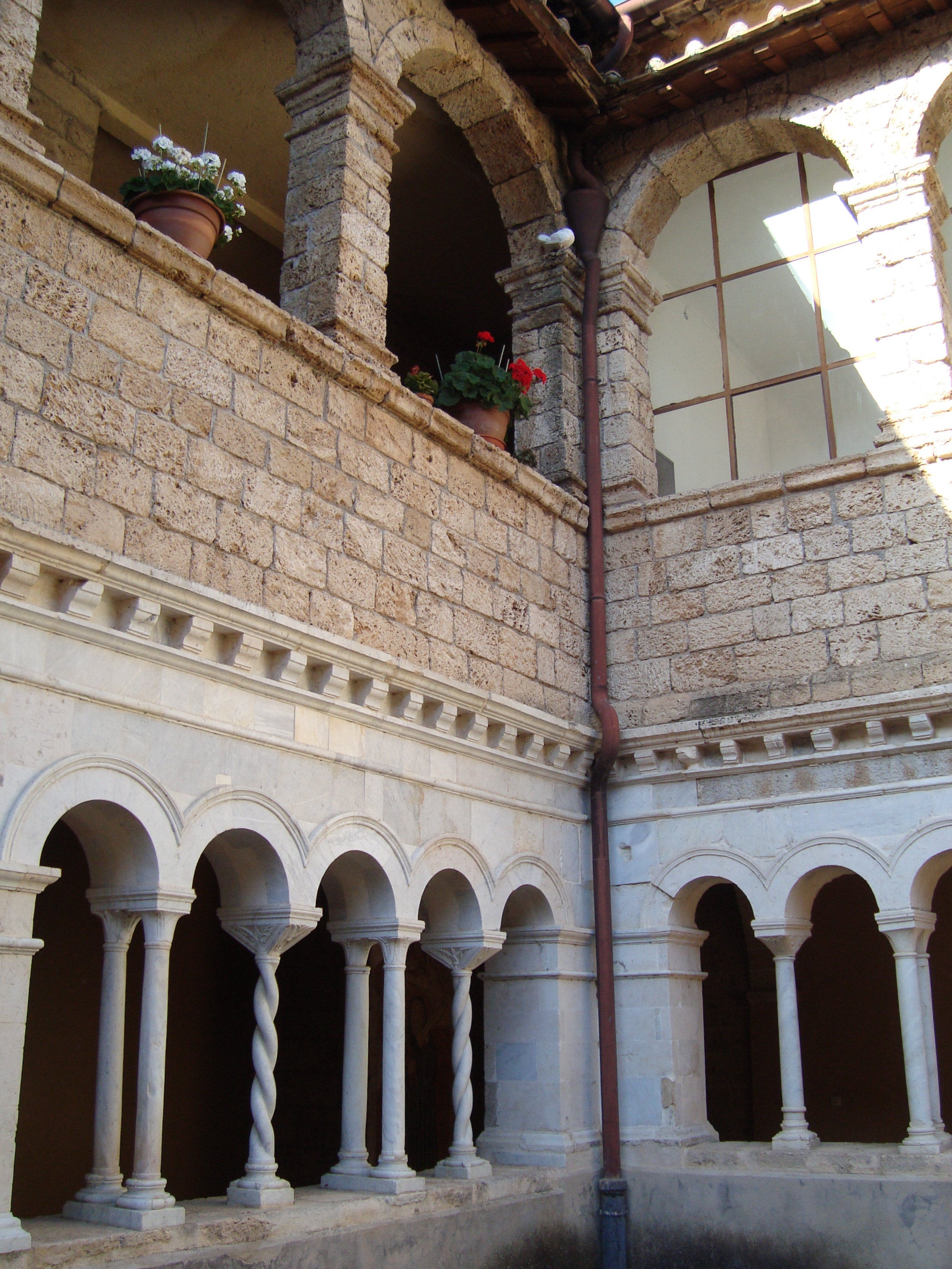
Klasztor św. Scholastyki
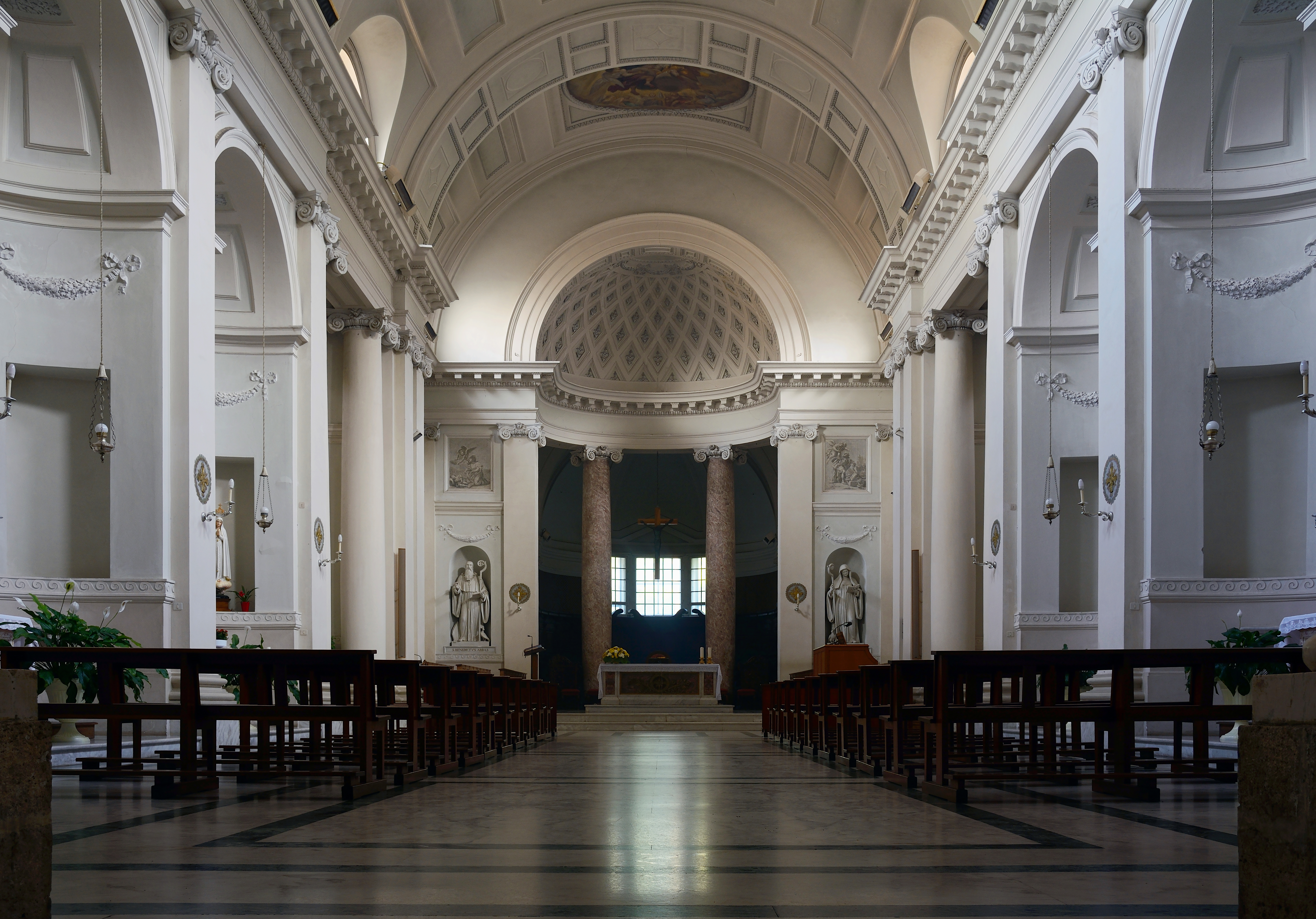
kościół klasztoru św. Scholastyki